# Bertold Lysik
Bertold Lysik (ur. 7 kwietnia 1925 r. w Suchej Górze, zm. 3 maja 2022 r.) – polski matematyk.

## Życiorys
Urodził się 7 kwietnia 1925 r. w Suchej Górze w woj. śląskim i tam też ukończył szkołę powszechną. Po zdanej maturze rozpoczął we Wrocławiu studia matematyczne, które ukończył w 1952 r. Jeszcze jako student czwartego roku rozpoczął współpracę z prof. Stefanem Drobotem, a później podjął pracę w Instytucie Matematyki Uniwersytetu i Politechniki we Wrocławiu, gdzie zajmował się teorią sprężystości i plastyczności oraz teorią powłok konoidalnych. Był również doktorantem Hugona Steinhausa i w 1960 r. na obronił Uniwersytecie Wrocławskim pracę doktorską z matematyki na temat matematycznych zagadnień teorii powłok cienkich. Od 1962 r. przebywał w Moskwie, gdzie opracował metody analityczne na zamknięte rozwiązanie stanów bezatomowych w oparciu o metody geometrii różniczkowej, co miało zastosowania w projektach pokryć dachowych i wież chłodniczych. Później przebywał jeszcze krótko w Weimarze i Berlinie, a po powrocie do Wrocławia współpracował z prof. Igorem Kisielem i prof. Stanisławem Dmitrukiem w dziedzinie reologii gruntów.
Od 1968 r. pracował na Wydziale Podstawowych Problemów Techniki Politechniki Wrocławskiej, a rok później uzyskał habilitację z mechaniki ośrodków ciągłych na Wydziale Budownictwa Politechniki Wrocławskiej. W tym czasie pełnił funkcje m.in. kierownika Zakładu Teorii Sprężystości (1968–1971), zastępcy dyrektora Instytutu Matematyki i Fizyki Teoretycznej ds. badań naukowych i współpracy z przemysłem (1969–1972, 1984–1987), kierownika Zakładu Równań Różniczkowych (od 1975) oraz kierownika studium podyplomowego Wydziału Podstawowych Problemów Techniki. W 1990 r. został profesorem nadzwyczajnym. W 1995 r. przeszedł na emeryturę, ale prowadził pracę dydaktyczną i naukową do 2002 r.
Członek Polskiego Towarzystwa Matematycznego od 1967 r. W 1973 r. został laureatem nagrody PTM za wybitne osiągnięcia w dziedzinie zastosowań matematyki, a w 1969 i 1990 Nagrody Ministra. Był specjalistą teorii sprężystości, mechaniki ośrodków ciągłych, dynamiki oraz analizy wymiarowej. Przyczynił się do opracowania metod budowy modeli matematycznych i związanych z tym algorytmów. Książka Dimensional Analysis in the Identification of Mathematical Models, której był współautorem, była pierwszą książką w Polsce złożoną w LaTeX-u. Wypromował 8 doktorów. Odznaczony Złotym Krzyżem Zasługi, Medalem Komisji Edukacji Narodowej oraz Krzyżem Kawalerskim Orderu Odrodzenia Polski.
Zmarł 3 maja 2022 r. i został pochowany na Cmentarzu Grabiszyńskim.